# Harford (Nueva York)
Harford es un pueblo ubicado en el condado de Cortland en el estado estadounidense de Nueva York. En el año 2000 tenía una población de 920 habitantes y una densidad poblacional de 14.7 personas por km².

## Geografía
Harford se encuentra ubicado en las coordenadas 42°26′18″N 76°11′59″O / 42.43833, -76.19972.

## Demografía
Según la Oficina del Censo en 2000 los ingresos medios por hogar en la localidad eran de $33,750, y los ingresos medios por familia eran $41,111. Los hombres tenían unos ingresos medios de $29,044 frente a los $20,673 para las mujeres. La renta per cápita para la localidad era de $16,346. Alrededor del 8.3% de la población estaban por debajo del umbral de pobreza.
Según la Oficina del Censo en 2000, había 920 personas, 341 hogares y 246 familias viviendo en la ciudad. La densidad de población era 38.1 personas por milla (14.7/km²). Había 363 unidades familiares en una densidad media de 15.0 por milla cuadrada (5.8/km²).  La distribución de razas era del 97.72% blancos, 1.30% afroamericanos, 0.22% americanos nativos, 0.11% asiáticos y 0.65% procedentes de dos o más razas. Los latinos o hispánicos de cualquier raza representan el 0.22% de la población. 
Había 341 casas de las cuales 36.1% tenían niños menores de edad viviendo con ellos, el 59.8% son parejas casadas,  el 8.2% tenían una cabeza de familia femenina con ausencia paterna y el 27.6% no eran familias.  El 21,1% de los hogares estaban formados por individuos jóvenes y el 7.9% vivía con alguna persona de la tercera edad. La media del tamaño del hogar era 2.70 y la media familiar, 3.15.